# Agneta Block

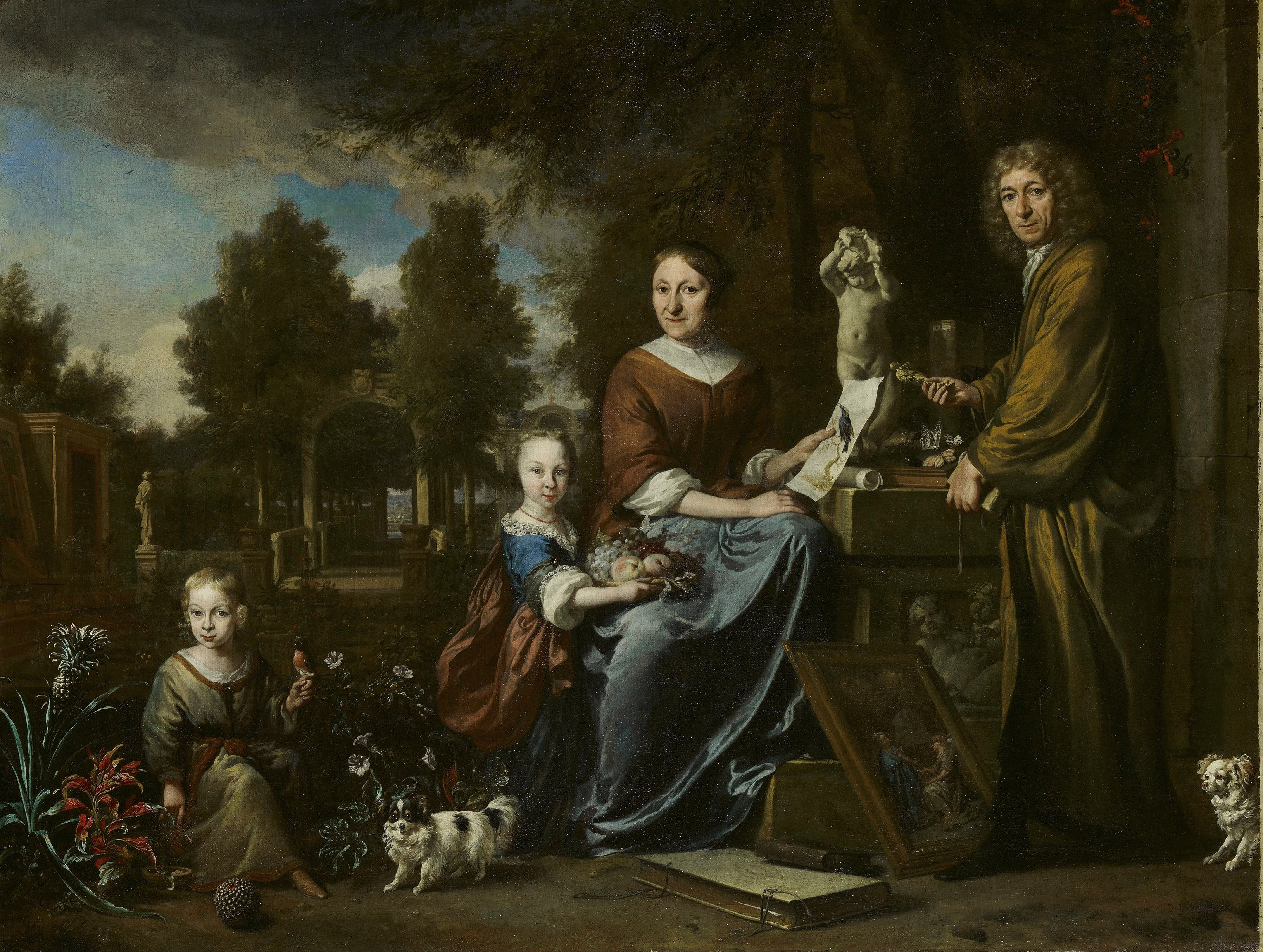
Agneta Block i jej ogród Flora Batava, obraz Jana Weenixa, 1694

Agneta Block (ur. 29 października 1626 w Emmerich am Rhein, zm. 20 kwietnia 1704 w Amsterdamie) – holenderska kolekcjonerka i promotorka sztuki, botanik i kolekcjonerka egzotycznych roślin. Jako pierwsza w Holandii z powodzeniem uprawiała ananasa. 

## Życiorys
Agneta Block urodziła się 29 października 1626 roku w Emmerich am Rhein w rodzinie menonitów . Była jednym z pięciorga dzieci zamożnego kupca handlującego tkaninami Arenda Blocka i jego żony Idy Rutgers . Po śmierci matki w 1632 roku i ojca w 1635 roku pozostawała wraz z rodzeństwem pod opieką rodziny matki .   
W 1649 roku poślubiła kupca handlującego jedwabiem – Hansa de Wolffa (1613–1670) . Mieszkała w Amsterdamie przy Herengracht i zaprzyjaźniła się z mieszkającym po sąsiedzku dramatopisarzem Joostem van den Vondelem (1587–1679), który poślubił siostrę teścia Agnety . 
Po śmierci męża w 1670 roku zakupiła posiadłość nad rzeką Vecht w Loenen – Vijverhof . Były tu sady, ogrody warzywne, stawy i oranżeria . W Vijverhof Agneta zaczęła gromadzić swoje kolekcje sztuki, jak i zbiory botaniczne . Rozwinęła hodowlę rzadkich i egzotycznych roślinne . Niektóre wyhodowała z nasion przywiezionych z Dalekiego Wschodu lub Ameryki, a inne uzyskała na drodze wymiany z innymi botanikami, m.in. z Lelio Trionfettim z Bolonii, Josephem Pittonem de Tournefort (1656–1708) z Paryża i Paulem Hermannem (1646–1695) z Ledye  . Była także w kontakcie z botanikiem Janem Commelinem (1629–1692), założycielem ogrodu botanicznego w Amsterdamie . 
Jako pierwszej w Holandii udało się jej uprawiać ananasa . W 1700 roku wydano srebrny medal okolicznościowy, na którym przedstawiono po jednej stronie portret Agnety z podpisem „Flora Batava”, a po drugiej – bogini Flora, Vijverhof i ananas  . Agneta została również przedstawiona z ananasem na obrazie Jana Weissena (ok. 1685–1690?) gdzie w tle widoczny jest Vijverhof, woliera, rzadki okaz kaktusa oraz obiekty z jej kolekcji m.in. muszle, motyle i książki .
Block dokumentowała swoje zbiory botaniczne – zatrudnieni przez nią rysownicy, m.in. Herman Saftleven II (1609–1685), Pieter Withoos (1654–1692), Alida Withoos (1661/1662–1730), Maria Sibylla Merian (1647–1717), Johanna Helena Herolt (1668–1723/1730) i Maria Moninckx (1676–1757), sporządzili kolorową dokumentację wyhodowanych przez nią roślin . 20 artystów specjalizujących się w rysunku botanicznym, wykonało ok. 400 akwareli . Ilustracje te zostały zebrane w kilka tomów, a po śmierci Block zakupione i rozpowszechnione przez Valeriusa Rövera .
W 1674 roku Block wyszła ponownie za mąż za Sijbranda de Flinesa (1623–1697) . Nie miała dzieci .   
Zmarła 20 kwietnia 1704 roku w Amsterdamie i została pochowana w Oude Kerk . Vijverhof został sprzedany, a ogrody stopniowo zniknęły na przestrzeni XVIII wieku . Większość rzeczy z kolekcji Bolck została sprzedana lub rozdana . Losy jej własnych prac, m.in. rysunków, nie są znane .